# Чемпіонат Європи з футболу 2024 (кваліфікаційний раунд)
Кваліфікаційний раунд Чемпіонату Європи з футболу 2024 — футбольний турнір, який почався 23 березня 2023 року та закінчився 26 березня 2024 року для визначення 23 чоловічих збірних УЄФА, які разом із господарем — збірною Німеччини — вийшли у фінальний турнір чемпіонату Європи з футболу 2024. Відбір також пов'язаний з Лігою націй УЄФА 2022–23, яка дає додатковий шлях командам потрапити до фінального турніру.
У відборі брали участь 53 асоціації-члени УЄФА. Жеребкування групового етапу кваліфікації відбулося 9 жовтня 2022 року у виставковому центрі «Фестгале» у Франкфурті-на-Майні.

## Кваліфіковані збірні

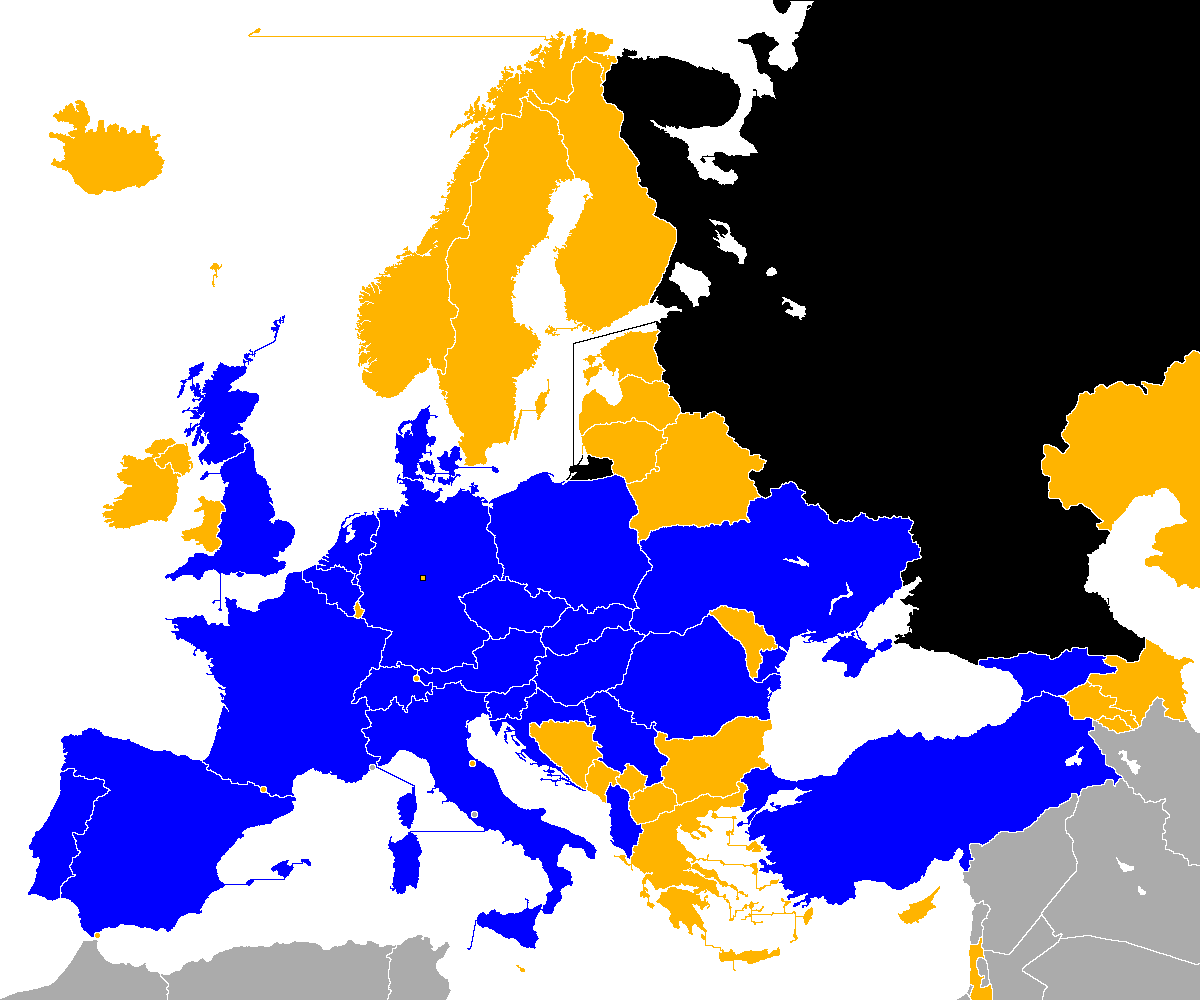
Кваліфікувалися до Євро 2024
Можуть кваліфікуватися
Не кваліфікувалися
Відсторонено від участі

| Збірна     | Кваліфікувалась як        | Дата кваліфікації | Участі у фінальних турнірах                                                       |
| ---------- | ------------------------- | ----------------- | --------------------------------------------------------------------------------- |
| Німеччина  | Господар                  | 27 вересня 2018   | 13 (1972, 1976, 1980, 1984, 1988, 1992, 1996, 2000, 2004, 2008, 2012, 2016, 2020) |
| Бельгія    | Переможець групи F        | 13 жовтня 2023    | 6 (1972, 1980, 1984, 2000, 2016, 2020)                                            |
| Франція    | Переможець групи B        | 13 жовтня 2023    | 10 (1960, 1984, 1992, 1996, 2000, 2004, 2008, 2012, 2016, 2020)                   |
| Португалія | Переможець групи J        | 13 жовтня 2023    | 8 (1984, 1996, 2000, 2004, 2008, 2012, 2016, 2020)                                |
| Іспанія    | Переможець групи A        | 15 жовтня 2023    | 11 (1964, 1980, 1984, 1988, 1996, 2000, 2004, 2008, 2012, 2016, 2020)             |
| Шотландія  | Друге місце групи A       | 15 жовтня 2023    | 3 (1992, 1996, 2020)                                                              |
| Туреччина  | Переможець групи D        | 15 жовтня 2023    | 5 (1996, 2000, 2008, 2016, 2020)                                                  |
| Австрія    | Друге місце групи F       | 16 жовтня 2023    | 3 (2008, 2016, 2020)                                                              |
| Англія     | Переможець групи C        | 17 жовтня 2023    | 10 (1968, 1980, 1988, 1992, 1996, 2000, 2004, 2012, 2016, 2020)                   |
| Угорщина   | Переможець групи G        | 16 листопада 2023 | 4 (1964, 1972, 2016, 2020)                                                        |
| Словаччина | Друге місце групи J       | 16 листопада 2023 | 2 (2016, 2020)                                                                    |
| Албанія    | Переможець групи E        | 17 листопада 2023 | 1 (2016)                                                                          |
| Данія      | Переможець групи H        | 17 листопада 2023 | 9 (1964, 1984, 1988, 1992, 1996, 2000, 2004, 2012, 2020)                          |
| Нідерланди | Друге місце групи B       | 18 листопада 2023 | 10 (1976, 1980, 1988, 1992, 1996, 2000, 2004, 2008, 2012, 2020)                   |
| Румунія    | Переможець групи I        | 18 листопада 2023 | 5 (1984, 1996, 2000, 2008, 2016)                                                  |
| Швейцарія  | Друге місце групи I       | 18 листопада 2023 | 5 (1996, 2004, 2008, 2016, 2020)                                                  |
| Сербія     | Друге місце групи G       | 19 листопада 2023 | 5 (1960, 1968, 1976, 1984, 2000)                                                  |
| Чехія      | Друге місце групи E       | 20 листопада 2023 | 10 (1960, 1976, 1980, 1996, 2000, 2004, 2008, 2012, 2016, 2020)                   |
| Італія     | Друге місце групи C       | 20 листопада 2023 | 10 (1968, 1980, 1988, 1996, 2000, 2004, 2008, 2012, 2016, 2020)                   |
| Словенія   | Друге місце групи H       | 20 листопада 2023 | 1 (2000)                                                                          |
| Хорватія   | Друге місце групи D       | 21 листопада 2023 | 6 (1996, 2004, 2008, 2012, 2016, 2020)                                            |
| Грузія     | Переможець плей-оф шлях C | 26 березня 2024   | 0 (дебют)                                                                         |
| Україна    | Переможець плей-оф шлях B | 26 березня 2024   | 3 (2012, 2016, 2020)                                                              |
| Польща     | Переможець плей-оф шлях A | 26 березня 2024   | 4 (2008, 2012, 2016, 2020)                                                        |

1. ↑  Жирним вказана перемога на цьому турнірі. Курсивом вказано участь на турнірі як країна-господар на цьому турнірі.
2. ↑  З 1960 по 1988 роки Німеччина брала участь у чемпіонатах Європи як ФРН.
3. ↑  Це перший виступ Сербії на чемпіонаті Європи як самостійної збірної. Однак ФІФА вважає Сербію командою-спадкоємицею Югославії та СР Югославії, які п'ять разів проходили кваліфікацію.
4. ↑  З 1960 по 1980 Чехія виступала як Чехословаччина.

## Формат
Формат цього відбору схожий на формат попередньої кваліфікації, в якому розігрується 20 з 23 путівок до фінального турніру, де приєднаються до господаря турніру — Німеччини. 53 команди-члена УЄФА, за результатами жеребкуванням, були поділені на 10 груп, серед яких 7 груп складається з 5 команд та 3 групи з 6 команд. Жеребкування групового етапу кваліфікації відбулося 9 жовтня 2022, після завершення групового етапу Ліги націй 2022—23. Чотири учасники фіналу чотирьох Ліги націй 2023 будуть посіяні до груп, що складаються з 5 команд (щоб вони мали вікно для участі у фіналі чотирьох Ліги націй у червні 2023 року). Груповий етап кваліфікації пройде з березня до листопада 2023,  Перший етап кваліфікації грається за круговою системою з матчами вдома та на виїзді з кожним суперником по групі у подвійних турах (по два матчі поспіль) у березні, червні, вересні, жовтні та листопаді 2023 року. 2-і кращі команди із кожної з 10 груп потрапляють до фінального турніру напряму.
По завершенню групового етапу, останні 3 путівки будуть розіграні у плей-оф, що пройдуть у березні 2024 року. До плей-оф потраплять 12 команд на основі їх виступу в Лізі націй УЄФА 2022-23. Ці команди будуть поділені на 3 шляхи (по 4 команди в кожному), з яких по одній команді пройдуть до фінального турніру. Переможці груп з ліг A, B та C автоматично отримують право брати участь у плей-оф, якщо не пройдуть до Євро-2024 з групового етапу кваліфікації. Якщо переможець групи вже кваліфікувався, його місце переходить наступній команді в лізі, яка не кваліфікувалася. Проте якщо в лізі немає чотирьох команд, які ще не отримали кваліфікацію, тоді на місце в плей-оф спочатку претендує переможець групи ліги D з більшим рейтингом, якщо ця команда ще не кваліфікувалася. Решта слотів у плей-оф розподіляються серед кращих команд у загальному рейтингу Ліги націй. Проте переможці груп ліг B та C не можуть грати проти команд з віщих ліг.
Три шляхи плей-оф складаються з двох одноматчевих півфіналів та одноматчевого фіналу кожен. У півфіналах, найкраща команда з чотирьох, згідно з рейтингом, приймає вдома четверту за рейтингом команду, а друга за рейтингом приймає третю. Домашня сторона у фіналі визначається жеребкуванням серед переможців півфіналів. Три команди — переможець кожного шляху — приєднаються до 20 команд, які здобули путівку в груповому етапі.

### Визначення місць команд у турнірній таблиці
Якщо дві або більше команди в одній групі рівні за очками після завершення групового етапу, застосовуються наступні критерії:
1. Більша кількість очок, що були здобуті в матчах лише між цими командами;
2. Краща різниця забитих м'ячів в матчах лише між цими командами;
3. Більша кількість голів, забитих в матчах лише між цими командами;
4. Якщо критерії 1-3 застосовані та команди досі рівні за показниками, критерії 1-3 застосовуються повторно лише для матчів між двома командами у випадку, якщо за попередніми критеріями 1-3 можна відсіяти всі інші команди (третю або третю та четверту).[a] Якщо ця процедура не призводить до прийняття рішення, застосовуються критерії від 5 до 11;
5. Краща різниця забитих м'ячів в усіх матчах групи;
6. Більша кількість голів, забитих в усіх матчах групи;
7. Більша кількість голів, забитих на виїзді в усіх матчах групи;
8. Більша кількість перемог в усіх матчах групи;
9. Більша кількість перемог на виїзді в усіх матчах групи;
10. Показник фейр-плей в усіх матчах групи (1 бал за жовту картку, 3 бали за червону картку як наслідок двох жовтих, 3 бали за пряму червону картку, 4 бали за жовту картку, за якою послідувала пряма червона картка);
11. Місце в загальному рейтингу Ліги націй 2022—23.

Примітка
1. ↑  Якщо дві або більше команди рівні в очках, застосовуються критерії від 1 до 4. Після застосування цих критеріїв вони можуть визначити позицію деяких із залучених команд, але не всіх. Наприклад, якщо три команди мають однакові показники, застосування перших трьох критеріїв може лише визначити місце однієї з команд, залишивши при цьому ще дві команди. У цьому випадку процедура повторюється спочатку з тими командами, які досі мають однакові показники.

### Визначення місць команд у загальному рейтингу
Для того, щоб скласти загальний рейтинг результатів відбіркового турніру, не враховуються результати матчів проти команд, що посіли 6-е місце, та застосовуються наступні критерії:
1. Місце в групі;
2. Більша кількість очок;
3. Краща різниця забитих м'ячів;
4. Більша кількість забитих голів;
5. Більша кількість голів, забитих на виїзді;
6. Більша кількість перемог;
7. Більша кількість перемог на виїзді;
8. Показник фейр-плей (1 бал за жовту картку, 3 бали за червону картку як наслідок двох жовтих, 3 бали за пряму червону картку, 4 бали за жовту картку, за якою послідувала пряма червона картка);
9. Місце в загальному рейтингу Ліги націй 2022—23.

## Розклад
Нижче наведено розклад кваліфікаційного турніру.
| Раунд         | Тур       | Дати                 |
| ------------- | --------- | -------------------- |
| Груповий етап | Тур 1     | 23–25 березня 2023   |
| Груповий етап | Тур 2     | 26–28 березня 2023   |
| Груповий етап | Тур 3     | 16–17 червня 2023    |
| Груповий етап | Тур 4     | 19–20 червня 2023    |
| Груповий етап | Тур 5     | 7–9 вересня 2023     |
| Груповий етап | Тур 6     | 10–12 вересня 2023   |
| Груповий етап | Тур 7     | 12–14 жовтня 2023    |
| Груповий етап | Тур 8     | 15–17 жовтня 2023    |
| Груповий етап | Тур 9     | 16–18 листопада 2023 |
| Груповий етап | Тур 10    | 19–21 листопада 2023 |
| Плей-оф       | Півфінали | 21 березня 2024      |
| Плей-оф       | Фінали    | 26 березня 2024      |

## Жеребкування
Жеребкування групового етапу кваліфікації відбулося 9 жовтня 2022 у виставковому центрі «Фестхале» у Франкфурті-на-Майні. З 55 асоціацій-членів УЄФА, у відборі беруть участь 53 команди. Команда-господар (Німеччина) автоматично потрапила до фінального турніру, а 20 вересня 2022 було підтверджено, що Росія не візьме участь у відборі після її виключення зі змагань ФІФА та УЄФА через повномасштабне вторгнення в Україну 2022 року.
53 команди будуть поділені на 6 кошиків згідно з загальним рейтингом Ліги націй УЄФА 2022—23 після завершення групового етапу турніру. Чотири учасники Фіналу чотирьох Ліги націй УЄФА 2023 потрапляють до кошику Ліги націй (кошик ЛН) та будуть посіяні в групи A–D, які складаються з 5 команд, щоб таким чином мати два вільний тури для проведення Фіналу чотирьох червня 2023 року. Наступні 6 найкращих команд із загального рейтингу опиняться у 1 кошику. Якщо до Фіналу чотирьох потрапить Німеччина, кошик ЛН буде складатися з 3 команд, а кошик 1 натомість буде складатися з 7 команд. Кошики з 2 по 5 складаються з 10 команд, а кошик 6 — з 3 останніх команд у рейтингу. В процесі жеребкування команди будуть розподілені на 10 груп: 7 груп по 5 команд (групи A–G) та 3 групи по 6 команд кожна (групи H–J). Жеребкування починається з кошику ЛН та 1 кошику, і продовжується кошиком 2 та по кошик 6, з яких по черзі дістаються імена команд та потрапляють до першої доступної групи (згідно з обмеженнями жеребкування) за алфавітним порядком (A–J).
За допомогою комп'ютерного асистента застосовуються наступні обмеження:
- З політичних причин: з політичних причин в одній групі не можуть бути команди з таких пар: Азербайджан / Вірменія, Білорусь / Україна, Гібралтар / Іспанія, Боснія і Герцеговина / Косово, Косово / Сербія.
- Зимові матчі: через високу ймовірність зимових погодних умов в одній групі можуть бути не більше двох з наступних команд: Білорусь, Естонія, Ісландія, Латвія, Литва, Норвегія, Фарерські острови, Фінляндія.
- Далекі подорожі: у зв'язку з надмірними витратами на пересування в одній групі можуть бути не більше однієї з наступних пар:
  - Азербайджан: з Гібралтаром, Ісландією, Португалією.
  - Ісландія: з Вірменією, Кіпром, Грузією, Ізраїлем.
  - Казахстан: з Андоррою, Англією, Гібралтаром, Ірландією, Ісландією, Іспанією, Мальтою, Північною Ірландією, Португалією, Уельсом, Фарерськими островами, Францією, Шотландією.

### Кошики
Кошики при жеребкуванні формувалися на основі загального рейтингу Ліги націй УЄФА 2022—23.
| Команда                     | Місце |
| --------------------------- | ----- |
| Нідерланди                  | 1     |
| Хорватія                    | 2     |
| Іспанія                     | 3     |
| Італія (попередній чемпіон) | 4     |

| Команда    | Місце |
| ---------- | ----- |
| Данія      | 5     |
| Португалія | 6     |
| Бельгія    | 7     |
| Угорщина   | 8     |
| Швейцарія  | 9     |
| Польща     | 11    |

| Команда              | Місце |
| -------------------- | ----- |
| Франція              | 12    |
| Австрія              | 13    |
| Чехія                | 14    |
| Англія               | 15    |
| Уельс                | 16    |
| Ізраїль              | 17    |
| Боснія і Герцеговина | 18    |
| Сербія               | 19    |
| Шотландія            | 20    |
| Фінляндія            | 21    |

| Команда    | Місце |
| ---------- | ----- |
| Україна    | 22    |
| Ісландія   | 23    |
| Норвегія   | 24    |
| Словенія   | 25    |
| Ірландія   | 26    |
| Албанія    | 27    |
| Чорногорія | 28    |
| Румунія    | 29    |
| Швеція     | 30    |
| Вірменія   | 31    |

| Команда            | Місце |
| ------------------ | ----- |
| Грузія             | 33    |
| Греція             | 34    |
| Туреччина          | 35    |
| Казахстан          | 36    |
| Люксембург         | 37    |
| Азербайджан        | 38    |
| Косово             | 39    |
| Болгарія           | 40    |
| Фарерські острови  | 41    |
| Північна Македонія | 42    |

| Команда           | Місце |
| ----------------- | ----- |
| Словаччина        | 43    |
| Північна Ірландія | 44    |
| Кіпр              | 45    |
| Білорусь          | 46    |
| Литва             | 47    |
| Гібралтар         | 48    |
| Естонія           | 49    |
| Латвія            | 50    |
| Молдова           | 51    |
| Мальта            | 52    |

| Команда     | Місце |
| ----------- | ----- |
| Андорра     | 53    |
| Сан-Марино  | 54    |
| Ліхтенштейн | 55    |

## Групи
Груповий етап тривав з 23 березня по 21 листопада 2023.

### Група A
| Поз | Команда   | І | В | Н | П | ГЗ | ГП | РГ  | О  | Кваліфікація                       |  | Іспанія | Шотландія | Норвегія | Грузія | Кіпр |
| --- | --------- | - | - | - | - | -- | -- | --- | -- | ---------------------------------- |  | ------- | --------- | -------- | ------ | ---- |
| 1   | Іспанія   | 8 | 7 | 0 | 1 | 25 | 5  | +20 | 21 | Кваліфікація до фінального турніру |  | —       | 2:0       | 3:0      | 3:1    | 6:0  |
| 2   | Шотландія | 8 | 5 | 2 | 1 | 17 | 8  | +9  | 17 | Кваліфікація до фінального турніру |  | 2:0     | —         | 3:3      | 2:1    | 3:0  |
| 3   | Норвегія  | 8 | 3 | 2 | 3 | 14 | 12 | +2  | 11 |                                    |  | 0:1     | 1:2       | —        | 2:1    | 3:1  |
| 4   | Грузія    | 8 | 2 | 2 | 4 | 12 | 18 | −6  | 8  | Вихід до плей-оф через Лігу націй  |  | 1:7     | 2:2       | 1:1      | —      | 4:0  |
| 5   | Кіпр      | 8 | 0 | 0 | 8 | 3  | 28 | −25 | 0  |                                    |  | 1:3     | 0:3       | 0:4      | 1:2    | —    |

### Група B
| Поз | Команда    | І | В | Н | П | ГЗ | ГП | РГ  | О  | Кваліфікація                       |     | Франція | Нідерланди | Греція | Республіка Ірландія | Гібралтар |
| --- | ---------- | - | - | - | - | -- | -- | --- | -- | ---------------------------------- | --- | ------- | ---------- | ------ | ------------------- | --------- |
| 1   | Франція    | 8 | 7 | 1 | 0 | 29 | 3  | +26 | 22 | Кваліфікація до фінального турніру |     | —       | 4:0        | 1:0    | 2:0                 | 14:0      |
| 2   | Нідерланди | 8 | 6 | 0 | 2 | 17 | 7  | +10 | 18 | Кваліфікація до фінального турніру |     | 1:2     | —          | 3:0    | 1:0                 | 3:0       |
| 3   | Греція     | 8 | 4 | 1 | 3 | 14 | 8  | +6  | 13 | Вихід до плей-оф через Лігу націй  |     | 2:2     | 0:1        | —      | 2:1                 | 5:0       |
| 4   | Ірландія   | 8 | 2 | 0 | 6 | 9  | 10 | −1  | 6  |                                    |     | 0:1     | 1:2        | 0:2    | —                   | 3:0       |
| 5   | Гібралтар  | 8 | 0 | 0 | 8 | 0  | 41 | −41 | 0  |                                    | 0:3 | 0:6     | 0:3        | 0:4    | —                   |           |

### Група C
| Поз | Команда            | І | В | Н | П | ГЗ | ГП | РГ  | О  | Кваліфікація                       |     | Англія | Італія | Україна | Північна Македонія | Мальта |
| --- | ------------------ | - | - | - | - | -- | -- | --- | -- | ---------------------------------- | --- | ------ | ------ | ------- | ------------------ | ------ |
| 1   | Англія             | 8 | 6 | 2 | 0 | 22 | 4  | +18 | 20 | Кваліфікація до фінального турніру |     | —      | 3:1    | 2:0     | 7:0                | 2:0    |
| 2   | Італія             | 8 | 4 | 2 | 2 | 16 | 9  | +7  | 14 | Кваліфікація до фінального турніру |     | 1:2    | —      | 2:1     | 5:2                | 4:0    |
| 3   | Україна            | 8 | 4 | 2 | 2 | 11 | 8  | +3  | 14 | Вихід до плей-оф через Лігу націй  |     | 1:1    | 0:0    | —       | 2:0                | 1:0    |
| 4   | Північна Македонія | 8 | 2 | 2 | 4 | 10 | 20 | −10 | 8  |                                    |     | 1:1    | 1:1    | 2:3     | —                  | 2:1    |
| 5   | Мальта             | 8 | 0 | 0 | 8 | 2  | 20 | −18 | 0  |                                    | 0:4 | 0:2    | 1:3    | 0:2     | —                  |        |

1. 1 2  Більша кількість очок в матчах між цими командами: Італія 4, Україна 1.

### Група D
| Поз | Команда   | І | В | Н | П | ГЗ | ГП | РГ  | О  | Кваліфікація                       |     | Туреччина | Хорватія | Уельс | Вірменія | Латвія |
| --- | --------- | - | - | - | - | -- | -- | --- | -- | ---------------------------------- | --- | --------- | -------- | ----- | -------- | ------ |
| 1   | Туреччина | 8 | 5 | 2 | 1 | 14 | 7  | +7  | 17 | Кваліфікація до фінального турніру |     | —         | 0:2      | 2:0   | 1:1      | 4:0    |
| 2   | Хорватія  | 8 | 5 | 1 | 2 | 13 | 4  | +9  | 16 | Кваліфікація до фінального турніру |     | 0:1       | —        | 1:1   | 1:0      | 5:0    |
| 3   | Уельс     | 8 | 3 | 3 | 2 | 10 | 10 | 0   | 12 | Вихід до плей-оф через Лігу націй  |     | 1:1       | 2:1      | —     | 2:4      | 1:0    |
| 4   | Вірменія  | 8 | 2 | 2 | 4 | 9  | 11 | −2  | 8  |                                    |     | 1:2       | 0:1      | 1:1   | —        | 2:1    |
| 5   | Латвія    | 8 | 1 | 0 | 7 | 5  | 19 | −14 | 3  |                                    | 2:3 | 0:2       | 0:2      | 2:0   | —        |        |

### Група E
| Поз | Команда           | І | В | Н | П | ГЗ | ГП | РГ  | О  | Кваліфікація                       |     | Албанія | Чехія | Польща | Молдова | Фарерські острови |
| --- | ----------------- | - | - | - | - | -- | -- | --- | -- | ---------------------------------- | --- | ------- | ----- | ------ | ------- | ----------------- |
| 1   | Албанія           | 8 | 4 | 3 | 1 | 12 | 4  | +8  | 15 | Кваліфікація до фінального турніру |     | —       | 3:0   | 2:0    | 2:0     | 0:0               |
| 2   | Чехія             | 8 | 4 | 3 | 1 | 12 | 6  | +6  | 15 | Кваліфікація до фінального турніру |     | 1:1     | —     | 3:1    | 3:0     | 1:0               |
| 3   | Польща            | 8 | 3 | 2 | 3 | 10 | 10 | 0   | 11 | Вихід до плей-оф через Лігу націй  |     | 1:0     | 1:1   | —      | 1:1     | 2:0               |
| 4   | Молдова           | 8 | 2 | 4 | 2 | 7  | 10 | −3  | 10 |                                    |     | 1:1     | 0:0   | 3:2    | —       | 1:1               |
| 5   | Фарерські острови | 8 | 0 | 2 | 6 | 2  | 13 | −11 | 2  |                                    | 1:3 | 0:3     | 0:2   | 0:1    | —       |                   |

1. 1 2  Більша кількість очок в матчах між цими командами: Албанія 4, Чехія 1.

### Група F
| Поз | Команда     | І | В | Н | П | ГЗ | ГП | РГ  | О  | Кваліфікація                       |     | Бельгія | Австрія | Швеція | Азербайджан | Естонія |
| --- | ----------- | - | - | - | - | -- | -- | --- | -- | ---------------------------------- | --- | ------- | ------- | ------ | ----------- | ------- |
| 1   | Бельгія     | 8 | 6 | 2 | 0 | 22 | 4  | +18 | 20 | Кваліфікація до фінального турніру |     | —       | 1:1     | 1:1    | 2:0         | 5:0     |
| 2   | Австрія     | 8 | 6 | 1 | 1 | 17 | 7  | +10 | 19 | Кваліфікація до фінального турніру |     | 2:3     | —       | 2:0    | 4:1         | 2:1     |
| 3   | Швеція      | 8 | 3 | 1 | 4 | 14 | 12 | +2  | 10 |                                    |     | 0:3     | 1:3     | —      | 5:0         | 5:0     |
| 4   | Азербайджан | 8 | 2 | 1 | 5 | 7  | 17 | −10 | 7  |                                    | 0:1 | 0:1     | 3:0     | —      | 1:1         |         |
| 5   | Естонія     | 8 | 0 | 1 | 7 | 2  | 22 | −20 | 1  | Вихід до плей-оф через Лігу націй  |     | 0:3     | 0:2     | 0:5    | 0:2         | —       |

1. ↑  Матч Бельгія — Швеція був перерваний у перерві з рахунком 1–1 з міркувань безпеки, оскільки двоє шведських уболівальників були вбиті під час стрілянини терористів у Брюсселі.[7] 19 жовтня 2023, УЄФА вирішив, що рахунок у перерві вважатиметься остаточним і матч не поновлюватиметься.[8]

### Група G
| Поз | Команда    | І | В | Н | П | ГЗ | ГП | РГ | О  | Кваліфікація                       |     | Угорщина | Сербія | Чорногорія | Литва | Болгарія |
| --- | ---------- | - | - | - | - | -- | -- | -- | -- | ---------------------------------- | --- | -------- | ------ | ---------- | ----- | -------- |
| 1   | Угорщина   | 8 | 5 | 3 | 0 | 16 | 7  | +9 | 18 | Кваліфікація до фінального турніру |     | —        | 2:1    | 3:1        | 2:0   | 3:0      |
| 2   | Сербія     | 8 | 4 | 2 | 2 | 15 | 9  | +6 | 14 | Кваліфікація до фінального турніру |     | 1:2      | —      | 3:1        | 2:0   | 2:2      |
| 3   | Чорногорія | 8 | 3 | 2 | 3 | 9  | 11 | −2 | 11 |                                    |     | 0:0      | 0:2    | —          | 2:0   | 2:1      |
| 4   | Литва      | 8 | 1 | 3 | 4 | 8  | 14 | −6 | 6  |                                    | 2:2 | 1:3      | 2:2    | —          | 1:1   |          |
| 5   | Болгарія   | 8 | 0 | 4 | 4 | 7  | 14 | −7 | 4  |                                    | 2:2 | 1:1      | 0:1    | 0:2        | —     |          |

### Група H
| Поз | Команда           | І  | В | Н | П  | ГЗ | ГП | РГ  | О  | Кваліфікація                       |     | Данія | Словенія | Фінляндія | Казахстан | Північна Ірландія | Сан-Марино |
| --- | ----------------- | -- | - | - | -- | -- | -- | --- | -- | ---------------------------------- | --- | ----- | -------- | --------- | --------- | ----------------- | ---------- |
| 1   | Данія             | 10 | 7 | 1 | 2  | 19 | 10 | +9  | 22 | Кваліфікація до фінального турніру |     | —     | 2:1      | 3:1       | 3:1       | 1:0               | 4:0        |
| 2   | Словенія          | 10 | 7 | 1 | 2  | 20 | 9  | +11 | 22 | Кваліфікація до фінального турніру |     | 1:1   | —        | 3:0       | 2:1       | 4:2               | 2:0        |
| 3   | Фінляндія         | 10 | 6 | 0 | 4  | 18 | 10 | +8  | 18 | Вихід до плей-оф через Лігу націй  |     | 0:1   | 2:0      | —         | 1:2       | 4:0               | 6:0        |
| 4   | Казахстан         | 10 | 6 | 0 | 4  | 16 | 12 | +4  | 18 | Вихід до плей-оф через Лігу націй  |     | 3:2   | 1:2      | 0:1       | —         | 1:0               | 3:1        |
| 5   | Північна Ірландія | 10 | 3 | 0 | 7  | 9  | 13 | −4  | 9  |                                    |     | 2:0   | 0:1      | 0:1       | 0:1       | —                 | 3:0        |
| 6   | Сан-Марино        | 10 | 0 | 0 | 10 | 3  | 31 | −28 | 0  |                                    | 1:2 | 0:4   | 1:2      | 0:3       | 0:2       | —                 |            |

1. 1 2  Більша кількість очок в матчах між цими командами: Данія 4, Словенія 1.
2. 1 2  Краща різниця забитих м'ячів в усіх матчах групи: Фінляндія +8, Казахстан +4.

### Група I
| Поз | Команда   | І  | В | Н | П | ГЗ | ГП | РГ  | О  | Кваліфікація                       |     | Румунія | Швейцарія | Ізраїль | Білорусь | Республіка Косово | Андорра |
| --- | --------- | -- | - | - | - | -- | -- | --- | -- | ---------------------------------- | --- | ------- | --------- | ------- | -------- | ----------------- | ------- |
| 1   | Румунія   | 10 | 6 | 4 | 0 | 16 | 5  | +11 | 22 | Кваліфікація до фінального турніру |     | —       | 1:0       | 1:1     | 2:1      | 2:0               | 4:0     |
| 2   | Швейцарія | 10 | 4 | 5 | 1 | 22 | 11 | +11 | 17 | Кваліфікація до фінального турніру |     | 2:2     | —         | 3:0     | 3:3      | 1:1               | 3:0     |
| 3   | Ізраїль   | 10 | 4 | 3 | 3 | 11 | 11 | 0   | 15 | Вихід до плей-оф через Лігу націй  |     | 1;2     | 1:1       | —       | 1:0      | 1:1               | 2:1     |
| 4   | Білорусь  | 10 | 3 | 3 | 4 | 9  | 14 | −5  | 12 |                                    |     | 0:0     | 0:5       | 1:2     | —        | 2:1               | 1:0     |
| 5   | Косово    | 10 | 2 | 5 | 3 | 10 | 10 | 0   | 11 |                                    | 0:0 | 2:2     | 1:0       | 0:1     | —        | 1:1               |         |
| 6   | Андорра   | 10 | 0 | 2 | 8 | 3  | 20 | −17 | 2  |                                    | 0:2 | 1:2     | 0:2       | 0:0     | 0:3      | —                 |         |

### Група J
| Поз | Команда              | І  | В  | Н | П  | ГЗ | ГП | РГ  | О  | Кваліфікація                       |  | Португалія | Словаччина | Люксембург | Ісландія | Боснія і Герцеговина | Ліхтенштейн |
| --- | -------------------- | -- | -- | - | -- | -- | -- | --- | -- | ---------------------------------- |  | ---------- | ---------- | ---------- | -------- | -------------------- | ----------- |
| 1   | Португалія           | 10 | 10 | 0 | 0  | 36 | 2  | +34 | 30 | Кваліфікація до фінального турніру |  | —          | 3:2        | 9:0        | 2:0      | 3:0                  | 4:0         |
| 2   | Словаччина           | 10 | 7  | 1 | 2  | 17 | 8  | +9  | 22 | Кваліфікація до фінального турніру |  | 0:1        | —          | 0:0        | 4:2      | 2:0                  | 3:0         |
| 3   | Люксембург           | 10 | 5  | 2 | 3  | 13 | 19 | −6  | 17 | Вихід до плей-оф через Лігу націй  |  | 0:6        | 0:1        | —          | 3:1      | 4:1                  | 2:0         |
| 4   | Ісландія             | 10 | 3  | 1 | 6  | 17 | 16 | +1  | 10 | Вихід до плей-оф через Лігу націй  |  | 0:1        | 1:2        | 1:1        | —        | 1:0                  | 4:0         |
| 5   | Боснія і Герцеговина | 10 | 3  | 0 | 7  | 9  | 20 | −11 | 9  | Вихід до плей-оф через Лігу націй  |  | 0:5        | 1:2        | 0:2        | 3:0      | —                    | 2:1         |
| 6   | Ліхтенштейн          | 10 | 0  | 0 | 10 | 1  | 28 | −27 | 0  |                                    |  | 0:2        | 0:1        | 0:1        | 0:7      | 0:2                  | —           |

## Плей-оф
Збірні, які не пройшли до фінального турніру Євро-2024 через груповий етап кваліфікації, мають шанс кваліфікуватися через плей-оф. Ліги A, B та C Ліги націй УЄФА отримають по одному з трьох останніх місць у фінальному турнірі. 4 команди з кожної з ліг, які не кваліфікувалися до Євро, будуть змагатися у плей-оф своєї ліги. Матчі плей-оф відбудуться у березні 2024 року. Початково, путівки до раунду плей-оф надаються переможцям груп Ліги націй. Якщо переможець групи кваліфікувався до турніру, його місце посідає наступна команда в рейтингу ліги.

### Вибір команд
| Позиція | Ліга A    | Ліга B               | Ліга C     |
| ------- | --------- | -------------------- | ---------- |
| 1       | Польща    | Ізраїль              | Грузія     |
| 2       | Уельс     | Боснія і Герцеговина | Греція     |
| 3       | Фінляндія | Україна              | Казахстан  |
| 4       | Естонія   | Ісландія             | Люксембург |

### Жеребкування
Жеребкування кваліфікаційного плей-оф відбулося 23 листопада 2023, 12:00 CET, в штаб-квартирі УЄФА у Ньйоні, Швейцарія. Жеребкування відбулося відповідно до правил формування шляхів для того, щоб розподілити команди, які не виграли свою групу Ліги націй, по шляхах, в яких вони будуть брати участь. Чотири окремих жеребкування для визначення господарів фінальних матчів в кожному шляху плей-оф також були проведені серед переможців пар півфінальних матчів.

### Шлях A
|  | Півфінали       | Півфінали      |                 |       | Фінал | Фінал |
|  |                 |                |                 |       |       |       |
|  | 21 березня 2024 |                |                 |       |       |       |
|  |                 |                |                 |       |       |       |
|  | Уельс           | 4              |                 |       |       |       |
|  | Уельс           | 4              | 26 березня 2024 |       |       |       |
|  | Фінляндія       | 1              |                 |       |       |       |
|  | Фінляндія       | 1              | Уельс           | 0 (4) |       |       |
|  | 21 березня 2024 |                | Уельс           | 0 (4) |       |       |
|  |                 | Польща (пен. ) | 0 (5)           |       |       |       |
|  | Польща          | Польща (пен. ) | 0 (5)           | 5     |       |       |
|  | Польща          |                |                 | 5     |       |       |
|  | Естонія         | 1              |                 |       |       |       |
|  | Естонія         | 1              |                 |       |       |       |

### Шлях B
|  | Півфінали            | Півфінали |                 |   | Фінал | Фінал |
|  |                      |           |                 |   |       |       |
|  | 21 березня 2024      |           |                 |   |       |       |
|  |                      |           |                 |   |       |       |
|  | Боснія і Герцеговина | 1         |                 |   |       |       |
|  | Боснія і Герцеговина | 1         | 26 березня 2024 |   |       |       |
|  | Україна              | 2         |                 |   |       |       |
|  | Україна              | 2         | Україна         | 2 |       |       |
|  | 21 березня 2024      |           | Україна         | 2 |       |       |
|  |                      | Ісландія  | 1               |   |       |       |
|  | Ізраїль              | Ісландія  | 1               | 1 |       |       |
|  | Ізраїль              |           |                 | 1 |       |       |
|  | Ісландія             | 4         |                 |   |       |       |
|  | Ісландія             | 4         |                 |   |       |       |

### Шлях C
|  | Півфінали       | Півфінали |                 |       | Фінал | Фінал |
|  |                 |           |                 |       |       |       |
|  | 21 березня 2024 |           |                 |       |       |       |
|  |                 |           |                 |       |       |       |
|  | Грузія          | 2         |                 |       |       |       |
|  | Грузія          | 2         | 26 березня 2024 |       |       |       |
|  | Люксембург      | 0         |                 |       |       |       |
|  | Люксембург      | 0         | Грузія (пен. )  | 0 (4) |       |       |
|  | 21 березня 2024 |           | Грузія (пен. )  | 0 (4) |       |       |
|  |                 | Греція    | 0 (2)           |       |       |       |
|  | Греція          | Греція    | 0 (2)           | 5     |       |       |
|  | Греція          |           |                 | 5     |       |       |
|  | Казахстан       | 0         |                 |       |       |       |
|  | Казахстан       | 0         |                 |       |       |       |

## Загальний рейтинг
Загальний рейтинг буде використаний при формуванні корзин для жеребкування фінального турніру Євро-2024. Не враховуються результати матчів проти команд, що посіли 6-е місце в групі.
| М  | Груп | Команда              | І  | В | Н | П  | ГЗ | ГП | РГ  | О  | Розподіл |
| -- | ---- | -------------------- | -- | - | - | -- | -- | -- | --- | -- | -------- |
| 1  | J    | Португалія           | 8  | 8 | 0 | 0  | 30 | 2  | +28 | 24 | Кошик 1  |
| 2  | B    | Франція              | 8  | 7 | 1 | 0  | 29 | 3  | +26 | 22 | Кошик 1  |
| 3  | A    | Іспанія              | 8  | 7 | 0 | 1  | 25 | 5  | +20 | 21 | Кошик 1  |
| 4  | F    | Бельгія              | 8  | 6 | 2 | 0  | 22 | 4  | +18 | 20 | Кошик 1  |
| 5  | C    | Англія               | 8  | 6 | 2 | 0  | 22 | 4  | +18 | 20 | Кошик 1  |
| 6  | G    | Угорщина             | 8  | 5 | 3 | 0  | 16 | 7  | +9  | 18 | Кошик 2  |
| 7  | D    | Туреччина            | 8  | 5 | 2 | 1  | 14 | 7  | +7  | 17 | Кошик 2  |
| 8  | I    | Румунія              | 8  | 4 | 4 | 0  | 10 | 5  | +5  | 16 | Кошик 2  |
| 9  | H    | Данія                | 8  | 5 | 1 | 2  | 13 | 9  | +4  | 16 | Кошик 2  |
| 10 | E    | Албанія              | 8  | 4 | 3 | 1  | 12 | 4  | +8  | 15 | Кошик 2  |
|    |      |                      |    |   |   |    |    |    |     |    |          |
| 11 | F    | Австрія              | 8  | 6 | 1 | 1  | 17 | 7  | +10 | 19 | Кошик 2  |
| 12 | B    | Нідерланди           | 8  | 6 | 0 | 2  | 17 | 7  | +10 | 18 | Кошик 3  |
| 13 | A    | Шотландія            | 8  | 5 | 2 | 1  | 17 | 8  | +9  | 17 | Кошик 3  |
| 14 | D    | Хорватія             | 8  | 5 | 1 | 2  | 13 | 4  | +9  | 16 | Кошик 3  |
| 15 | H    | Словенія             | 8  | 5 | 1 | 2  | 14 | 9  | +5  | 16 | Кошик 3  |
| 16 | J    | Словаччина           | 8  | 5 | 1 | 2  | 13 | 8  | +5  | 16 | Кошик 3  |
| 17 | E    | Чехія                | 8  | 4 | 3 | 1  | 12 | 6  | +6  | 15 | Кошик 3  |
| 18 | C    | Італія               | 8  | 4 | 2 | 2  | 16 | 9  | +7  | 14 | Кошик 4  |
| 19 | G    | Сербія               | 8  | 4 | 2 | 2  | 15 | 9  | +6  | 14 | Кошик 4  |
| 20 | I    | Швейцарія            | 8  | 2 | 5 | 1  | 17 | 10 | +7  | 11 | Кошик 4  |
|    |      |                      |    |   |   |    |    |    |     |    |          |
| 21 | C    | Україна              | 8  | 4 | 2 | 2  | 11 | 8  | +3  | 14 |          |
| 22 | B    | Греція               | 8  | 4 | 1 | 3  | 14 | 8  | +6  | 13 |          |
| 23 | H    | Фінляндія            | 8  | 4 | 0 | 4  | 10 | 9  | +1  | 12 |          |
| 24 | D    | Уельс                | 8  | 3 | 3 | 2  | 10 | 10 | 0   | 12 |          |
| 25 | A    | Норвегія             | 8  | 3 | 2 | 3  | 14 | 12 | +2  | 11 |          |
| 26 | E    | Польща               | 8  | 3 | 2 | 3  | 10 | 10 | 0   | 11 |          |
| 27 | G    | Чорногорія           | 8  | 3 | 2 | 3  | 9  | 11 | −2  | 11 |          |
| 28 | J    | Люксембург           | 8  | 3 | 2 | 3  | 10 | 19 | −9  | 11 |          |
| 29 | F    | Швеція               | 8  | 3 | 1 | 4  | 14 | 12 | +2  | 10 |          |
| 30 | I    | Ізраїль              | 8  | 2 | 3 | 3  | 7  | 10 | −3  | 9  |          |
|    |      |                      |    |   |   |    |    |    |     |    |          |
| 31 | H    | Казахстан            | 8  | 4 | 0 | 4  | 10 | 11 | −1  | 12 |          |
| 32 | E    | Молдова              | 8  | 2 | 4 | 2  | 7  | 10 | −3  | 10 |          |
| 33 | D    | Вірменія             | 8  | 2 | 2 | 4  | 9  | 11 | −2  | 8  |          |
| 34 | A    | Грузія               | 8  | 2 | 2 | 4  | 12 | 18 | −6  | 8  |          |
| 35 | I    | Білорусь             | 8  | 2 | 2 | 4  | 8  | 14 | −6  | 8  |          |
| 36 | C    | Північна Македонія   | 8  | 2 | 2 | 4  | 10 | 20 | −10 | 8  |          |
| 37 | F    | Азербайджан          | 8  | 2 | 1 | 5  | 7  | 17 | −10 | 7  |          |
| 38 | B    | Ірландія             | 8  | 2 | 0 | 6  | 9  | 10 | −1  | 6  |          |
| 39 | G    | Литва                | 8  | 1 | 3 | 4  | 8  | 14 | −6  | 6  |          |
| 40 | J    | Ісландія             | 8  | 1 | 1 | 6  | 7  | 16 | −9  | 4  |          |
|    |      |                      |    |   |   |    |    |    |     |    |          |
| 41 | I    | Косово               | 8  | 1 | 4 | 3  | 6  | 9  | −3  | 7  |          |
| 42 | G    | Болгарія             | 8  | 0 | 4 | 4  | 7  | 14 | −7  | 4  |          |
| 43 | H    | Північна Ірландія    | 8  | 1 | 0 | 7  | 4  | 13 | −9  | 3  |          |
| 44 | J    | Боснія і Герцеговина | 8  | 1 | 0 | 7  | 5  | 19 | −14 | 3  |          |
| 45 | D    | Латвія               | 8  | 1 | 0 | 7  | 5  | 19 | −14 | 3  |          |
| 46 | E    | Фарерські острови    | 8  | 0 | 2 | 6  | 2  | 13 | −11 | 2  |          |
| 47 | F    | Естонія              | 8  | 0 | 1 | 7  | 2  | 22 | −20 | 1  |          |
| 48 | C    | Мальта               | 8  | 0 | 0 | 8  | 2  | 20 | −18 | 0  |          |
| 49 | A    | Кіпр                 | 8  | 0 | 0 | 8  | 3  | 28 | −25 | 0  |          |
| 50 | B    | Гібралтар            | 8  | 0 | 0 | 8  | 0  | 41 | −41 | 0  |          |
|    |      |                      |    |   |   |    |    |    |     |    |          |
| 51 | I    | Андорра              | 10 | 0 | 2 | 8  | 3  | 20 | −17 | 2  |          |
| 52 | J    | Ліхтенштейн          | 10 | 0 | 0 | 10 | 1  | 28 | −27 | 0  |          |
| 53 | H    | Сан-Марино           | 10 | 0 | 0 | 10 | 3  | 31 | −28 | 0  |          |

1. 1 2  Голи, забиті на виїзді: Бельгія 10, Англія 8.
2. 1 2  Показник фейр-плей: Боснія і Герцеговина −20, Латвія −29.